# Peter Döge
Peter Döge (* 1961) ist ein deutscher Politikwissenschaftler. Die Themenschwerpunkte seiner Publikationen sind Anti-Diskriminierungs- und Chancengleichheitspolitik, Politik in Organisationen, Politische Theorie in interdisziplinärer Perspektive.

## Leben
Döge promovierte zum Dr. rer. pol. arbeitete u. a. als wissenschaftlicher Mitarbeiter im Deutschen Bundestag und als persönlicher Referent des Vizepräsidenten an der Freien Universität Berlin sowie als Lehrbeauftragter an zahlreichen Hochschulen in Deutschland, Österreich und der Schweiz. 2004/2005 war er Maria-Goeppert-Mayer-Gastprofessor für internationale Genderforschung an der TU Braunschweig.
Er ist Mitgründer und Mitglied des geschäftsführenden Vorstands des Instituts für anwendungsorientierte Innovations- und Zukunftsforschung e. V. Berlin (IAIZ). Dort ist er in der Politikforschung und Organisationsberatung mit den Schwerpunkten Diversity Management und Work-Life-Balance tätig.

## Veröffentlichungen
- Männlichkeit und soziale Ordnung, Leske + Budrich Verlag, 2001 (Peter Döge, Michael Meuser)
- Geschlechterdemokratie als Männlichkeitskritik, Kleine Verlag, Bielefeld, 2001
- Von Geschlecht zur Differenz. Politikwissenschaft im Zeichen von Diversity, in: Peter Döge / Karsten Kassner / Gabriele Schambach (Hg.): Schaustelle Gender. Aktuelle Beiträge sozialwissenschaftlicher Geschlechterforschung, Bielefeld: Kleine, S. 61–83 (PDF)
- Männer – Paschas und Nestflüchter? Zeitverwendung von Männern in der Bundesrepublik Deutschland, Verlag Barbara Budrich Juli 2006 (als PDF bei der Bundeszentrale für politische Bildung)
- Gender Mainstreaming. Lernprozesse in wissenschaftlichen, kirchlichen und politischen Organisationen, Göttingen, Vandenhoeck & Ruprecht, 2006  (Christiane Burbach, Peter Döge)
- Männer – auf dem Weg zu aktiver Vaterschaft?, in: Aus Politik und Zeitgeschichte B 7/2007, S. 27–32
- Jenseits von „Scientific Warrior“ und „Mathematischem Mann“ – Technik, Naturwissenschaft und Hegemoniale Männlichkeit, in: Waltraud Ernst, Ulrike Bohle (Hg.): Naturbilder und Lebensgrundlagen – Konstruktionen von Geschlecht, Internationale Frauen- und Genderforschung in Niedersachsen Teilband l, Hamburg, Lit Verlag, 2006, S. 177–193
- Von der Anti-Diskriminierung zum Diversity-Management. Ein Leitfaden, Göttingen: Vandenhoeck und Ruprecht, 2008
- Männer – die ewigen Gewalttäter? Gewalt von und gegen Männer in Deutschland. Wiesbaden, VS-Verlag, 2011
- Denk-Raum-Gestaltung als Politik. Verlag Traugott Bautz, Nordhausen 2024, ISBN 978-3-95948-607-1.